# Who Was to Blame
Who Was to Blame è un cortometraggio muto del 1914 diretto da W.P. Kellino.

## Produzione
Il film fu prodotto dalla Vaudefilms.

## Distribuzione
Distribuito dalla A & C, il film - un cortometraggio di 195 metri - uscì nelle sale cinematografiche britanniche nell'ottobre 1914.